# Fahri Korutürk

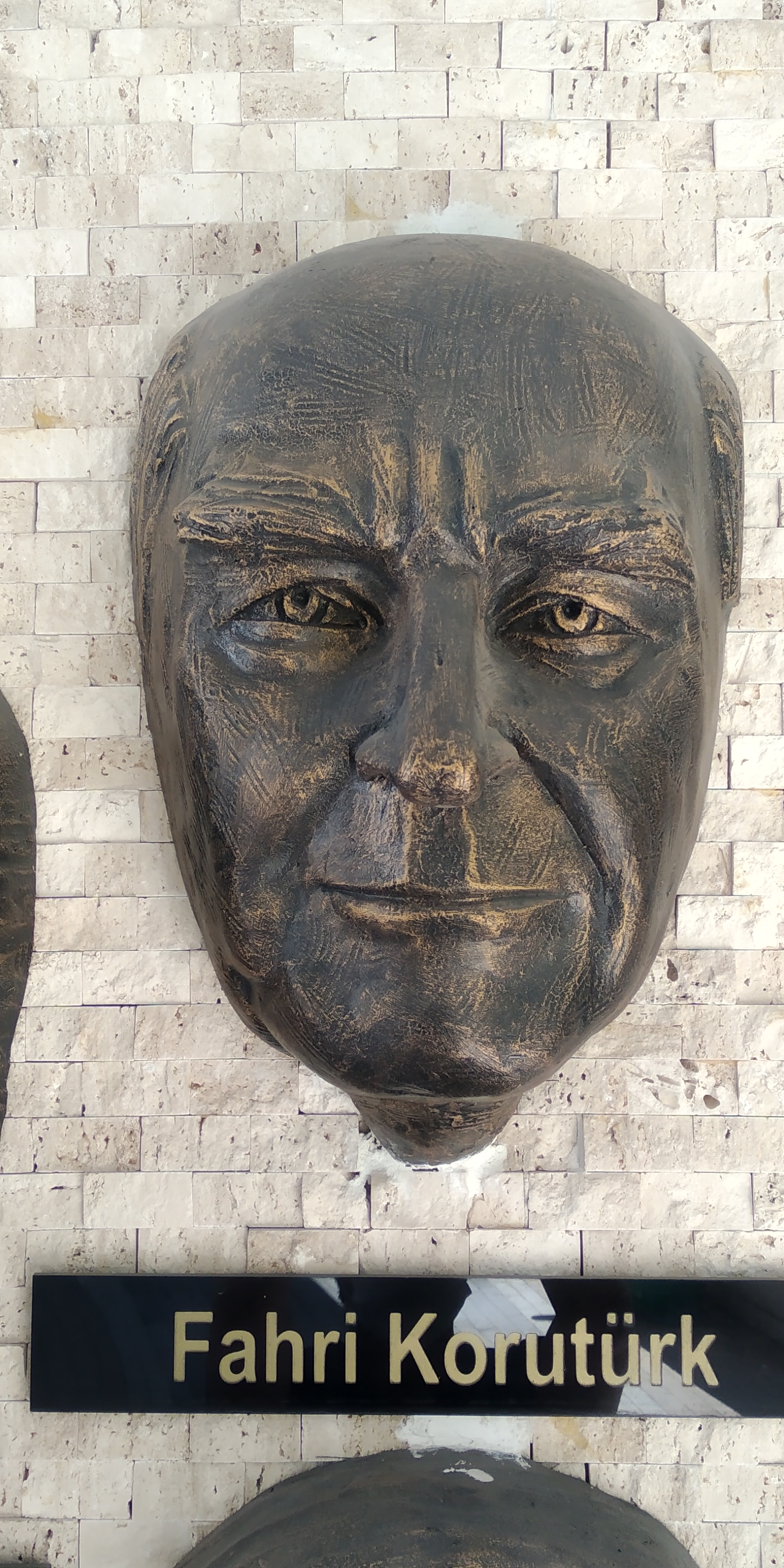
Rzeźba przedstawiająca głowę Fahriego Korutürka

Fahri Sabit Korutürk (ur. 3 sierpnia 1903 w Stambule, zm. 12 października 1987 tamże) – turecki wojskowy, dyplomata i polityk, admirał, w latach 1973–1980 prezydent Turcji.

## Życiorys
Kształcił się w szkołach wojskowych, w 1933 ukończył Deniz Harp Okulu, turecką akademię marynarki wojennej. Był zawodowym wojskowym, służył na różnych stanowiskach w tureckiej marynarce wojennej. Pracował też w dyplomacji jako attaché na placówkach w Rzymie, Berlinie i Sztokholmie. W 1936 uczestniczył w konferencji zorganizowanej w związku z podpisaniem konwencji z Montreux (przywracającej Turcji pełną suwerenność nad cieśninami Bosfor i Dardanele). W 1947 i 1953 otrzymywał pierwsze stopnie admiralskie, w 1956 awansowany na wiceadmirała, a w 1959 na admirała. Obejmował w międzyczasie kolejne wysokie stanowiska w strukturze marynarki wojennej, w latach 1957–1960 był dowódcą tego rodzaju sił zbrojnych.
W 1960 odszedł z wojska, zajmował następnie stanowiska ambasadora Turcji w Moskwie (1960–1964) i w Madrycie (1964–1965). W 1968 wszedł w skład Senatu. Od 6 kwietnia 1973 do 6 kwietnia 1980 sprawował urząd prezydenta Turcji. W trakcie jego prezydentury w 1974 doszło do inwazji tureckiej na Cypr, która skutkowała faktycznym podziałem wyspy. Po zakończeniu kadencji ponownie zasiadł w Senacie, który został rozwiązany w wyniku zamachu stanu z 12 września 1980.

## Życie prywatne
Jego żoną była Emel Korutürk; miał troje dzieci.